# جلان بردون
جلان بردون هو لاعب هوكي الجليد كندي، ولد في 4 أغسطس 1954 في Lumsden, Saskatchewan ‏ في كندا.

## وصلات خارجية
- جلان بردون على موقع دوري الهوكي الوطني (الإنجليزية)
- جلان بردون على موقع قاعة مشاهير الهوكي (لاعب أن.إتش.أل) (الإنجليزية)
- جلان بردون على موقع EliteProspects.com (الإنجليزية)
- جلان بردون على موقع HockeyDB.com (الإنجليزية)
- جلان بردون على موقع Hockey-Reference.com (الإنجليزية)